# Romela Begaj
Romela Begaj (Tirana, 2 de noviembre de 1986) es una deportista albanesa que compite en halterofilia.
Ganó cinco medallas en el Campeonato Europeo de Halterofilia entre los años 2008 y 2013. Adicionalmente, obtuvo una medalla de plata en el Campeonato Mundial de Halterofilia de 2017, que perdió posteriormente por dopaje.
Participó en dos Juegos Olímpicos de Verano, ocupando el quinto lugar en Pekín 2008 y el noveno en Londres 2012, en la categoría de 58 kg.

## Palmarés internacional
| Campeonato Mundial | Campeonato Mundial          | Campeonato Mundial | Campeonato Mundial |
| Año                | Lugar                       | Medalla            | Categoría          |
| ------------------ | --------------------------- | ------------------ | ------------------ |
| 2017               | Anaheim (Estados Unidos)    | DSC                | 69 kg              |
| Campeonato Europeo |                             |                    |                    |
| Año                | Lugar                       | Medalla            | Categoría          |
| 2008               | Lignano Sabbiadoro (Italia) | Medalla de plata   | 58 kg              |
| 2009               | Bucarest (Rumania)          | Medalla de bronce  | 58 kg              |
| 2010               | Minsk (Bielorrusia)         | Medalla de plata   | 58 kg              |
| 2012               | Antalya (Turquía)           | Medalla de plata   | 58 kg              |
| 2013               | Tirana (Albania)            | Medalla de bronce  | 58 kg              |